# Bruno Huger
Bruno Huger (* 10. August 1962 in Montoire-sur-le-Loir) ist ein ehemaliger französischer Radrennfahrer.

## Sportliche Laufbahn
Huger war im Straßenradsport aktiv. 1986 und 1987 war er Berufsfahrer im Radsportteam RMO. Danach startete er wieder als Amateur. 1984 siegte er als Amateur im Paarzeitfahren Flèche d’Or mit Patrice Esnault als Partner. Ebenfalls 1984 siegte er im Etappenrennen Route de France vor Ronan Pensec und wurde Dritter im Einzelzeitfahren um den Grand Prix de France. 1985 gewann er unter anderem Paris–Mantes und eine Etappe in der Tour du Béarn, 1988 eine Etappe der Tour de Bohemia sowie im Grand Prix Guillaume Tell. 1990 wurde er Zweiter im Grand Prix des Marbriers. 1989 gewann er den Cinturó de l’Empordà, eine Etappe in der Tour du Roussillon sowie den Circuit des Mines, 1993 die Route Bretonne. 
Die Tour de France 1986 beendete er nicht.